# Лынтупы (станция)
Лынтупы (бел. Лынтупы) — тупиковая (до 2001 года пограничная) станция Витебского отделения Белорусской железной дороги. Названа по одноимённому агрогородку, в котором и расположена.

## История
- Станция вошла в состав линий МПС СССР в 1940 году и входила в состав Западной железной дороги. В начале 1950-х годов она вошла в состав Витебского отделения Белорусской железной дороги.
- В 1980 году, после открытия ветки Адутишкис — Диджясалис, станция вместе с участком от Пабраде до Адутишкиса перешла в состав Вильнюсского отделения тогдашней Прибалтийской железной дороги. В 1995 году участок от Адутишкиса до белорусско-литовской границы межды Лынтупы и Пабраде был возвращён БЧ, станция вернулась в состав Витебского отделения Белорусской железной дороги. В 2001 (по другим данным 1 ноября 2000) году был закрыт пограничный переход Лынтупы — Пабраде, полностью разобранный к 2005 году, и станция стала тупиковой.

## Описание
Станция состоит из трёх (ранее четырёх) путей, возле первого находится платформа и здание вокзала. Стрелки станции не оборудованы электрической централизацией, светофоры были установлены в 1960-х годах. 

## Пассажирское сообщение
По станции производится оборот пригородного поезда сообщением Крулевщизна — Лынтупы и пассажирского поезда № 620 сообщением Витебск — Лынтупы. До ноября 1995 года через станцию  ежедневно курсировал пассажирский поезд № 688/689 Витебск — Вильнюс. До 2001 года на станции проводился таможенный контроль пассажиров дизельных поездов сообщением Вильнюс — Диджясалис.

### Техническая информация
- Лынтупы в Транслогисте (недоступная ссылка)
- Расписание поездов

### Материалы в блогах
- Описание станции на сайте "Паровоз ИС"